# 卡米亞努哈
51°14′14″N 25°43′8″E / 51.23722°N 25.71889°E
卡米亞努哈（烏克蘭語：Кам'януха）是烏克蘭西部的村莊，隸屬沃倫州的卡明-卡希爾斯基區。該村面積12.78平方公里，海拔高度172米，2001年人口340，人口密度每平方公里26.6人。